# Борзенков, Геннадий Николаевич
Геннадий Николаевич Борзенков (2 ноября 1931, Орёл ― 21 ноября 2011, Москва) ― учёный-юрист доктор юридических наук, профессор. Заслуженный юрист Российской Федерации.

## Биография
Родился 2 ноября 1931 года в городе Орле. В дальнейшем Геннадий Борзенков переехал с родителями (Отец ― Николай Петрович, мама ― Антонина Григорьевна) в город Москву. В 1950 году окончил среднюю школу с золотой медалью и поступил без экзаменов на юридический факультет Московского государственного университета имени М. В. Ломоносова. Геннадий Николаевич работал в 1956―1960 годах адвокатом в Московской городской коллегии. В 1960―1962 годах Геннадий Борзенков был редактором в издательстве «Юридическая литература».
Геннадий Николаевич с 1962 по 1965 годы обучался в очной аспирантуре Московского государственного университета. В 1966 году защитил кандидатскую диссертацию на тему «Ответственность за мошенничество по советскому уголовному праву», (научный руководитель профессор Н. Д. Дурманов). Окончив аспирантуру, Геннадий Николаевич Борзенков работал с 1965 по 1971 годы научным сотрудником сектора уголовного права во Всесоюзном научно-исследовательском институте по изучению причин и разработке мер предупреждения преступности (ныне ― «Научно-исследовательский институт проблем укрепления законности и правопорядка при Генеральной прокуратуре Российской Федерации», который вошёл в 2007 году в состав Академии Генеральной прокуратуры Российской Федерации), в этом институте он занимался проблемами учёта личности виновного при назначении наказания и эффективности отдельных видов уголовного наказания.
С 1971 года Геннадий Николаевич работал на юридическом факультете Московского государственного университета старшим преподавателем кафедры уголовного права, потом был переведён на должность доцента. Г. Н. Борзенков работал в МГУ и одновременно с 1977 года преподавал в системе повышения квалификации судей и работников юстиции, затем в качестве профессора Российской академии правосудия. Геннадий Борзенков защитил докторскую диссертацию на тему «Уголовно-правовые проблемы охраны имущества граждан от корыстных посягательств» в 1991 году. Геннадию Николаевичу Борзенкову в 1993 году было присвоено учёное звание профессора.
Геннадий Николаевич в течение многих лет читал курс «Особенная часть уголовного права РФ», а также разработанный им специальный курс «Преступления против собственности» в Московском государственном университете на юридическом факультете.
Борзенков Г. Н. внёс вклад в разработку нового уголовного законодательства: Геннадий Борзенков входил в состав рабочих групп по подготовке проектов Основ уголовного законодательства Союза ССР и республик 1991 года и Уголовного кодекса Российской Федерации 1996 года, он участвовал в обсуждении других законопроектов. Геннадий Николаевич с 1995 года ― член Научно-экспертного совета при Комитете по судебным и правовым вопросам Совета Федерации Федерального Собрания Российской Федерации.
Является автором свыше 150 научных работ (лично и в соавторстве), в том числе нескольких монографий, научно-практических комментариев к Уголовному кодексу Российской Федерации, учебников и учебных пособий.
Основное направление научной деятельности профессора Борзенкова Геннадия Николаевича было связано с проблемами совершенствования уголовного закона и практики его применения.
Доктор юридических наук, профессор Борзенков Г. Н. принимал участие в подготовке и аттестации научных кадров правоведов в качестве рецензента, оппонента, председателя и члена диссертационных советов, он руководил аспирантами и соискателями.
Геннадий Николаевич Борзенков с 1979 года ― член Научно-консультативного совета при Верховном Суде Российской Федерации. Геннадий Николаевич участвовал в работе уголовно-правовой секции Совета по правоведению УМО университетов России, он был членом редколлегии Вестника МГУ (Серия 11. Право).
До 2011 года Геннадий Николаевич работал профессором кафедры уголовного права и криминологии юридического факультета Московского государственного университета.
Скончался профессор Г. Н. Борзенков 21 ноября 2011 года в Москве, похоронен на Введенском кладбище (25 уч.).

## Семья
- Жена — Борзенкова Наталья Семёновна
  - Дочь — Борзенкова Кира Геннадьевна
  - Сын — Борзенков Сергей Геннадьевич
  - Сын — Борзенков Дмитрий Геннадьевич (род. 25.10.1973)

## Заслуги
- Заслуженный юрист Российской Федерации.
- Доктор юридических наук.
- Профессор.

## Публикации
- Ответственность за мошенничество (вопросы квалификации) (М., 1971).
- Личность преступника (М., 1975) (в соавт.).
- Субъект преступления. Преступления против жизни. Преступления против собственности (в курсе уголовного права). Т. 1, 3. (М., 2002).